# Національний статистичний інститут Болгарії
42°41′52″ пн. ш. 23°20′04″ сх. д. / 42.6978604° пн. ш. 23.3343503° сх. д.
Національний статистичний інститут Республіки Болгарія (болг. Национален статистически институт, Националният статистически институт на Република България; акронім НСИ) займається збором, обробкою та наданням точної інформації про загальний соціально-економічний стан і розвиток Болгарії. Прирівнюється до державного органу, безпосередньо підпорядкованого Раді Міністрів.
Національний статистичний інститут частина Національної статистичної системи Болгарії (болг. Националната статистическа система, разом з органами статистики та Болгарським народним банком), а також Європейської статистичної системи, яку очолює Статистичне бюро Європейського Союзу, відоме як Євростат.
Перші установи, що здійснюють системну статистичну діяльність у Болгарії — Статистичне управління (болг. Статистическата служба) Департаменту внутрішніх справ Тимчасової російської адміністрації (1877—1879) та Департамент статистики (болг. Статистическото отделение) Міністерства юстиції (1880—1883).
Сучасний Національний інститут статистики створений 7 липня (25 червня за старим стилем) 1880 року як Статистично-організаційний відділ Міністерства фінансів (болг. Статистическо организационно отделение към Министерството на финансите). 1881 року він був перетворений в Статистичний офіс, а з 1894 року був підпорядкований Міністерству торгівлі і сільського господарства. З 1897 року служба називається Дирекція статистики, а з 1910 року — Головна дирекція статистики. З 1946 року безпосередньо підпорядковується Раді Міністрів, а з 1948 року — Державній комісії з планування.
Указом № 108 Ради Міністрів від 3 березня 1953 року Головна дирекція перейменована в Центральне статистичне управління і знову підпорядковується Раді Міністрів.